# 도쿄 (쿠루리의 노래)
〈도쿄〉 (東京)는 일본의 록 밴드 쿠루리의 첫 번째 싱글이다. 스피드스타 레코드를 통해 1998년 10월 21일에 발매되었으며, 쿠루리의 첫 번째 음반 《사요나라 스트레인저》에 수록되어 있다.
쿠루리의 메이저 데뷔 작품으로, 보컬 기시다 시게루는 '처음으로 솔직한 기분을 썼다.'고 이야기했다. 기시다도 마음에 들어하는 곡으로, 베스트 음반 《Tower of Music Lover》에도 수록되었다. 작사, 작곡한 기시다가 데모 녹음 당시 슈가필즈의 멤버인 하라를 통해 안 에이버(Ann Arbor
)의 노래를 듣고 감명 받아 단숨에 쓴 곡이다.
쿠루리의 인디 음반인 《모시모시》에 먼저 수록되었으나 이 싱글에 수록된 버전과는 많이 차이가 난다. 후에는 영화 《소라닌》과 영화 《모테키》의 절정 장면에 삽입곡으로 사용되기도 했다. 컴필레이션 음반 《도쿄 컴필》 (東京こんぴ)에 수록되었다.

## 수록곡
1. 도쿄 (東京)
2. 아마가사키의 물고기 (尼崎の魚)
3. Love Song (ラブソング)